# Argia anceps
Argia anceps es un caballito del diablo de la familia de los caballitos de alas angostas (Coenagrionidae). Probablemente es el caballito del diablo “azul” más común de México y Centroamérica. Anceps es una palabra en latín que significa “doble”.

## Nombre común
- Español: caballito del diablo.

## Clasificación y descripción de la especie
Argia es el género con mayor número de especies en América, pertenece a la familia de los caballitos de alas angostas. Su coloración es azul brillante, se distingue de su especie hermana Argia fissa por tener tori grandes y transversos, casi contiguos. Marcas negras del abdomen como sigue: 2-7 con anillo apical; 2 con línea longitudinal en ambos lados, ensanchándose hacia el ápice pero sin alcanzar el margen; 3-7 con punto apical en ambos lados, usualmente confluente con el anillo apical; punto en 7 y a veces en 6 extendiéndose frontalmente casi hasta la base.

## Distribución de la especie
Centro-norte de México hasta Costa Rica.

## Ambiente terrestre
Pastizales en áreas pantanosas o de humedales, también se les suele ver perchados en pastos a las orillas de riachuelos o pozas.

## Estado de conservación
No se considera dentro de ninguna categoría de riesgo.